# Feliks Petruczynik
Feliks Petruczynik (ur. 15 listopada 1899 w Polubiczach, zm. 24 października 1958 w Warszawie) – polski działacz socjalistyczny i oświatowy, poseł do Krajowej Rady Narodowej (1946–1947), poseł RP w Finlandii (1950–1951). 

## Życiorys
Feliks Petruczynik urodził się w rodzinie Karola i Heleny z Petruczyników, właścicieli małego gospodarstwa rolnego. Kształcił się w Zakładzie Księży Salezjanów w Oświęcimiu, zaś od 1916 w gimnazjum w Siedlcach. Współorganizował tam kółko socjalistyczne (posługiwał się pseudonimem Henryk Chłosta).
W 1918 wstąpił do Polskiej Partii Socjalistycznej (PPS). Jesienią 1918 zgłosił się do Wojska Polskiego, w szeregach którego walczył w wojnie polsko-bolszewickiej. Służył następnie w Lublinie, gdzie też pozostał po demobilizacji w styczniu 1922. Podjął ponownie naukę w gimnazjum dla dorosłych (nie uzyskując świadectwa dojrzałości) oraz studiował filozofię na Uniwersytecie Lubelskim. Pracował w Lublinie jako kontroler w Wydziale Administracyjnym Komendy Wojewódzkiej Policji Państwowej, sekretarz redakcji „Ziemi Lubelskiej” oraz w Wydziale Opieki Społecznej Zarządu Miejskiego. W 1929 był współorganizatorem Powszechnego Uniwersytetu Obywatelskiego im. Stefana Żeromskiego w Nałęczowie, którego był dyrektorem do wiosny 1931. W 1935 został kierownikiem Oddziału Oświaty i Kultury Zarządu Miejskiego. Równolegle kierował utworzonym w listopadzie 1935 Uniwersytetem Powszechnym im. Stefana Żeromskiego w Lublinie, był sekretarzem generalnym oraz sekretarzem sekcji propagandowej powołanej w maju 1935 Rady Artystycznej m. Lublina. W ramach działalności w PPS zajmował się przede wszystkim kwestiami oświatowymi, między innymi pełnił funkcję sekretarza okręgowego Związku Pracowników Komunalnych i Instytucji Użyteczności Publicznej w Polsce oraz wchodził w skład redakcji miesięcznika „Życie Spółdzielcze”.
W 1939 został zmobilizowany w stopniu podporucznika. W kampanii wrześniowej wziął udział jako żołnierz 2 Pułku Strzelców Konnych. Pod koniec września dostał się do niewoli. Osadzono go w oflagu Arnswalde oraz Woldenberg. W tym drugim brał udział w akcji oświatowej jako członek Rady Instytutu Pedagogicznego przy Kole Nauczycielskim.
W maju 1945 powrócił do Polski. Został sekretarzem Wojewódzkiego Komitetu (WK) PPS w Lublinie, wiceprzewodniczącym Miejskiej Rady Narodowej i członkiem Prezydium Wojewódzkiej Rady Narodowej. Był przewodniczącym Towarzystwa Uniwersytetu Robotniczego (TUR) i dyrektorem Uniwersytetu Powszechnego. Na XXVI Kongresie PPS w 1945 wszedł w skład Komisji Statutowo-Regulaminowej. 4 listopada 1945 został dokooptowany do Rady Naczelnej PPS, zaś 1 czerwca 1946 także do Centralnego Komitetu Wykonawczego (CKW) PPS. W kwietniu 1946 jako reprezentant PPS został posłem do Krajowej Rady Narodowej. Wiosną 1946 został skierowany na Śląsk jako stały przedstawiciel CKW PPS. W sierpniu 1946 wystąpił, obok Feliksa Baranowskiego, Józefa Salcewicza i Henryka Świątkowskiego, jako zwolennik bliskiej współpracy z Polską Partią Robotniczą oraz poddał krytyce linię polityczną PPS. W efekcie został usunięty ze składu CKW, a następnie także z WK w Katowicach. W tamtym okresie został dyrektorem programowym Rozgłośni Polskiej Radia w Katowicach. Był także przewodniczącym TUR i wiceprzewodniczącym Towarzystwa Przyjaźni Polsko-Radzieckiej w województwie śląsko-dąbrowskim. W grudniu 1947 na XXVII Kongresie Partii ponownie wszedł w skład RN PPS, zaś w marcu 1948 w skład WK PPS w Katowicach i został wybrany jego przewodniczącym. 22 września 1948 wrócił do CKW PPS.
W grudniu 1948 jako delegat z powiat Bielsko brał udział w Kongresie Zjednoczeniowym. Został wówczas wybrany na zastępcę członka Komitetu Centralnego Polskiej Zjednoczonej Partii Robotniczej (KC PZPR) oraz członka Centralnej Komisji Kontroli Partyjnej. W 1949 przeniósł się do Warszawy i do 1949 był zastępcą kierownika Wydziału Szkolenia i Propagandy Centralnego Związku Spółdzielczego. W latach 1950–1951 pełnił funkcję posła w RP Finlandii. Następnie pracował w Towarzystwie Wiedzy Powszechnej. 28 marca 1953 na VIII Plenum KC PZPR został odwołany ze stanowisk zastępcy członka KC PZPR oraz członka Centralnej Komisji Kontroli Partyjnej. W 1953 został naczelnikiem wydziału i p.o. dyrektora Centralnego Zarządu Szkolenia Zawodowego w Ministerstwie Przemysłu Drobnego i Rzemiosła, zaś następnie naczelnikiem Wydziału w Komitecie Drobnej Wytwórczości.
Opublikował dwie powieści: Lot bez skrzydeł (1929) i To nie dla nas… (1933), dwie broszury: Reforma szkolna ze stanowiska demokracji (1928) i O właściwe oblicze ideologiczne PPS (1946), a także szereg artykułów (m.in. w „Pamiętniku Lubelskim” i „Świetlicy”).
Z żoną Czesławą Haliną z d. Konrad (albo Kondradt, 1903–1984), pracowniczką Zakładu Słowianoznawstwa PAN, miał córkę Hannę Julittę (1929–1985), bibliotekarkę Biblioteki Narodowej w Warszawie.
Zmarł w wyniku choroby. Pochowany został na Cmentarzu Wojskowym na Powązkach.